# 戦火のナージャ
『戦火のナージャ』（せんかのナージャ、Утомлённые солнцем 2: Предстояние）は2010年のロシアのドラマ映画。1994年の映画『太陽に灼かれて』の続編として製作された2部作の前編（後編は2011年の『遥かなる勝利へ』）で、1940年代の大粛清時代のソ連を舞台に描かれる人間ドラマである。ニキータ・ミハルコフ製作・監督・脚本・主演。

## キャスト
- セルゲイ・ペトローヴィチ・コトフ - ニキータ・ミハルコフ
- ナージャ - ナージャ・ミハルコワ
- ドミートリ・アーセンティエフ - オレグ・メンシコフ
- マルーシャ - ヴィクトリア・トルストガノワ（ロシア語版）
- ルーニン - セルゲイ・マコヴェツキー（ロシア語版）
- イジモフ - エフゲニー・ミローノフ
- バニア - ドミートリ・ジュゼフ（ロシア語版）
- スターリン - マクシム・スハーノフ（ロシア語版）